# Subaru Corporation
Subaru Corporation (Japans: 株式会社 SUBARU, Kabushiki gaisha Subaru), voorheen Fuji Heavy Industries Ltd. (FHI) (Japans: 富士重工業株式会社, Fuji Jūkōgyō Kabushiki-gaisha (K.K.)), is een Japans technologieconcern. De drie belangrijkste activiteiten zijn de productie en verkoop van Subaru automobielen, vliegtuigcomponenten en kleine motors voor onder andere generatoren.  

## Activiteiten
De onderneming heeft drie activiteiten, waarvan de productie van Subaru automobielen veruit het meest belangrijk is. Verder maakt het componenten voor civiele vliegtuigen en helpt bij de bouw van vliegtuigen en helikopters voor de Japanse Zelfverdedigingstroepen. Tot slot maakt het kleine motors voor diverse applicaties zoals generatoren, pompen en tractors. Dit is gelijk de kleinste activiteit met 1% van de totale omzet.
- Subaru: Subaru maakt personenwagens en heeft hiervoor twee fabrieken in Japan en een in Verenigde Staten. In 2015 werden 0,9 miljoen voertuigen geproduceerd waarvan 0,7 miljoen in Japan.[1] De productie bij de Amerikaanse vestiging, Subaru of Indiana Automotive, Inc. (SIA), zal in 2016 verdubbelen tot bijna 0,4 miljoen eenheden. De Verenigde Staten is de belangrijkste afzetmarkt voor Subaru, hier werden meer dan 0,5 miljoen eenheden verkocht en dit was ruim driemaal meer dan in de thuismarkt Japan.[1] In de Volksrepubliek China werden ruim 50.000 eenheden verkocht.[1]
- Luchtvaartafdeling: Dit onderdeel maakt vliegtuigen, helikopters en onbemand luchtvaartuigen voor het Japanse leger. Het is ook betrokken bij andere programma’s zoals de productie van maritieme patrouille vliegtuigen. Voor de civiele markt maakt het componenten voor vliegtuigen als de Boeing 777, Boeing 767, Boeing 737 en de Airbus 380. Het is een relatief bescheiden activiteit met een omzetaandeel van zo’n 5%.[1]

De automobielactiviteiten maken bijna 95% van de omzet uit en leveren een even grote bijdrage aan de totale winst van het bedrijf.
De aandelen van het bedrijf staan genoteerd op de Tokyo Stock Exchange en de aandelen maken deel uit van de Nikkei 225 aandelenindex. Toyota is een grootaandeelhouder met een belang van 20% per eind september 2021.
In de onderstaande tabel de belangrijkste operationele en financiële gegevens van Subaru waarbij het jaar 2022 betrekking heeft op de periode van 1 april 2021 tot en met 31 maart 2022:
| Jaar | Autoverkopen (×1000) | Aantal werknemers | Omzet | Nettoresultaat |
| ---- | -------------------- | ----------------- | ----- | -------------- |
| 2008 | 597                  | 38.313            | 1572  | 18             |
| 2009 | 555                  | 39.796            | 1446  | -70            |
| 2010 | 563                  | 40.069            | 1429  | -16            |
| 2011 | 657                  | 39.725            | 1581  | 50             |
| 2012 | 640                  | 39.482            | 1517  | 39             |
| 2013 | 724                  | 40.226            | 1913  | 120            |
| 2014 | 825                  | 41.579            | 2408  | 207            |
| 2015 | 911                  | 43.657            | 2878  | 262            |
| 2016 | 958                  | n.b.              | 3232  | 437            |
| 2017 | 1065                 | 32.599            | 3326  | 282            |
| 2018 | 1067                 | 33.544            | 3405  | 220            |
| 2019 | 1000                 | 34.200            | 3161  | 148            |
| 2020 | 1034                 | 35.034            | 3444  | 153            |
| 2021 | 860                  | 36.070            | 2830  | 77             |
| 2022 | 734                  |                   | 2745  | 71             |

## Geschiedenis

### Nakajima Hikōki
In mei 1917 richtte Chikuhei Nakajima een onderzoeksfaciliteit voor vliegtuigen op. Hij was opgeklommen in rangen van de Japanse marine en was geïnteresseerd in vliegtuigen die hij in het buitenland bestudeerde. Bij het uitbreken van de Eerste Wereldoorlog keerde hij terug naar Japan om vliegtuigen te ontwikkelen. Een jaar later ging het ook vliegtuigen maken en werd de naam gewijzigd in Nakajima Hikōki (Engels: Nakajima Aircraft Factory). Aanvankelijk maakte zijn fabriek civiele toestellen, maar al snel stegen de militaire orders. In 1926 maakte het buitenlandse stermotoren onder licentie maar begin jaren dertig kwamen eigen motoren in productie. Tot en met de Tweede Wereldoorlog maakte het bedrijf zo’n 26.000 toestellen zoals jachtvliegtuigen en bommenwerpers. Tijdens de oorlog kwam een derde van alle militaire vliegtuigen uit de fabrieken van Nakajima. Van het eenmotorige jachtvlieg Nakajima Ki-43 werden er meer dan 5000 geproduceerd. Verder maakte het motoren voor de Mitsubishi A6M Zero. De fabriek kreeg ook voor de oorlog uitbrak een licentie om voor de civiele markt de Douglas DC-2 te produceren.
Enkele andere vliegtuigmodellen:
- Nakajima B5N
- Nakajima E8N
- Nakajima Ki-49
- Nakajima G5N
- Nakajima Kikka

Tegen het einde van de oorlog was Nakajima een zeer groot bedrijf, het stond op de vijfde plaats van de Japanse zaibatsu. Op 25 augustus 1945, drie dagen voor de Amerikaanse soldaten het land binnenkwamen en de bezetting van Japan begon, werd de naam gewijzigd in Fuji Industrial Company.

### Fuji Heavy Industries
Direct na de oorlog werd de productie van al het militair materieel gestaakt en ging het bedrijf zich toeleggen op civiele producten. De naam werd gewijzigd in Fuji Sangyo en in 1949 werd de eerste autobus verkocht. Verder produceerde FHI de Rabbit 200 cc viertaktscooter. In 1955 volgde een soort Servi-Car, een driewielig transportvoertuig genaamd Dynaster T73A, met dezelfde motor. Later volgden ook wagons voor de spoorwegen.
In 1954 kwam een prototype P1 gereed met een 1500 cc motor en een vermogen van 45 pk, deze personenwagen kreeg de naam Subaru. Het bedrijf werd betrokken bij diverse vliegtuigprojecten voor de productie van componenten, maar de autoverkopen namen een vlucht en dit werd de grootste activiteit.
In 2003, bij het vijftigjarig bestaan van de onderneming, werd het logo van Subaru het logo voor Fuji Heavy Industries. In 2016 maakte het bedrijf bekend dat de naam wordt gewijzigd in Subaru Corporation. Deze naamswijziging werd op 1 april 2017 officieel.